# 贝塔斯曼音乐集团
贝塔斯曼音乐集团（英語：Bertelsmann Music Group，通稱BMG，以中文音樂的譯名為博德曼）是贝塔斯曼的六个集团成员之一（同時是新力博德曼成員機構），包括BMG音乐发行公司，成立于1987年。總部位於美國紐約。
2004年8月與索尼公司合作成立了新力博德曼（SonyBMG），双方各占50%股份。
2008年，索尼公司收购其另外50%股份，从而全资控股SonyBMG；全球第二大唱片公司SonyBMG宣告完结，公司命名为“索尼音乐娱乐”(SMEI)。

## 參閱條目
- 博德曼音樂 (台灣)
- 博德曼音樂 (香港)